# Maria Damanakī
Maria Damanakī (in greco Μαρία Δαμανάκη?; Agios Nikolaos, 18 ottobre 1952) è una politica greca, Commissario europeo per la pesca e gli affari marittimi dal 9 febbraio 2010 al 31 ottobre 2014, in seno alla Commissione Barroso II.

## Biografia
Damanakī si è laureata in ingegneria chimica all'Università tecnica nazionale di Atene. Da studente aderì alla Gioventù comunista greca, la sezione giovanile del Partito Comunista di Grecia, e partecipò attivamente alla lotta contro la dittatura e alla rivolta del Politecnico di Atene; venne arrestata e torturata dal regime.
Ha fatto parte del Parlamento ellenico dal 1977 al 1993, prima nelle file del KKE e poi del partito Coalizione della Sinistra, dei Movimenti e dell'Ecologia, di cui divenne presidente nel 1991. Damanakī è stata la prima leader di partito donna in Grecia. Alle elezioni politiche del 1993 la Coalizione della Sinistra, dei Movimenti e dell'Ecologia non riuscì tuttavia a superare la soglia di sbarramento, per cui Damanakī fu costretta alle dimissioni da presidente del partito.
Damanakī è stata candidata a sindaco di Atene nel 1994 per conto della Coalizione della Sinistra, dei Movimenti e dell'Ecologia e nel 1998 per conto di Coalizione della Sinistra, dei Movimenti e dell'Ecologia e del PASOK, ma venne sconfitta in entrambe le occasioni.
Damanakī ha sempre fortemente auspicato una cooperazione tra Coalizione della Sinistra, dei Movimenti e dell'Ecologia e PASOK, andando contro la linea politica prediletta dal gruppo dirigente del suo partito. Nel 2003 Damanakī ha lasciato il Coalizione della Sinistra, dei Movimenti e dell'Ecologia e si è dimessa dal Parlamento; dopo l'elezione di George Papandreou come leader del PASOK Damanakī ha scelto di aderire al suo partito. Nel 2003 è stata eletta nuovamente in Parlamento, nelle liste del PASOK, e si è occupata principalmente di istruzione e cultura.
Nel novembre 2009 il governo Papandreou l'ha indicata come commissaria greca per la Commissione europea.